# Bled
Der Luftkurort Bled, Hauptort der Gemeinde Bled (deutsch: Veldes oder Feldes), liegt am Bleder See („Veldeser See“, slowenisch Blejsko jezero) im nordwestlichen Teil Sloweniens. Er hatte 5182 Einwohner am 1. Januar 2021.

## Geschichte

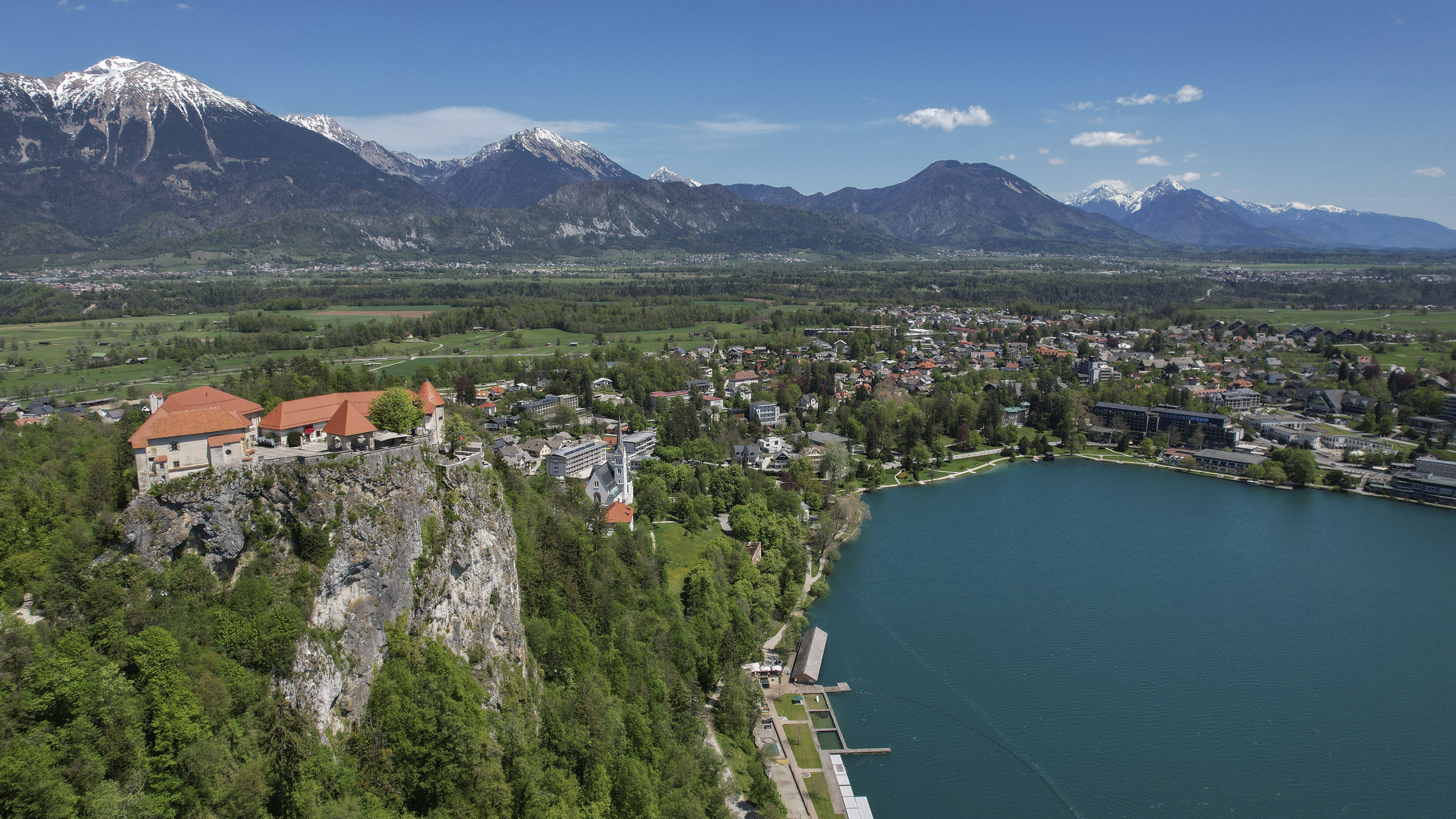
Bled am Veldeser See

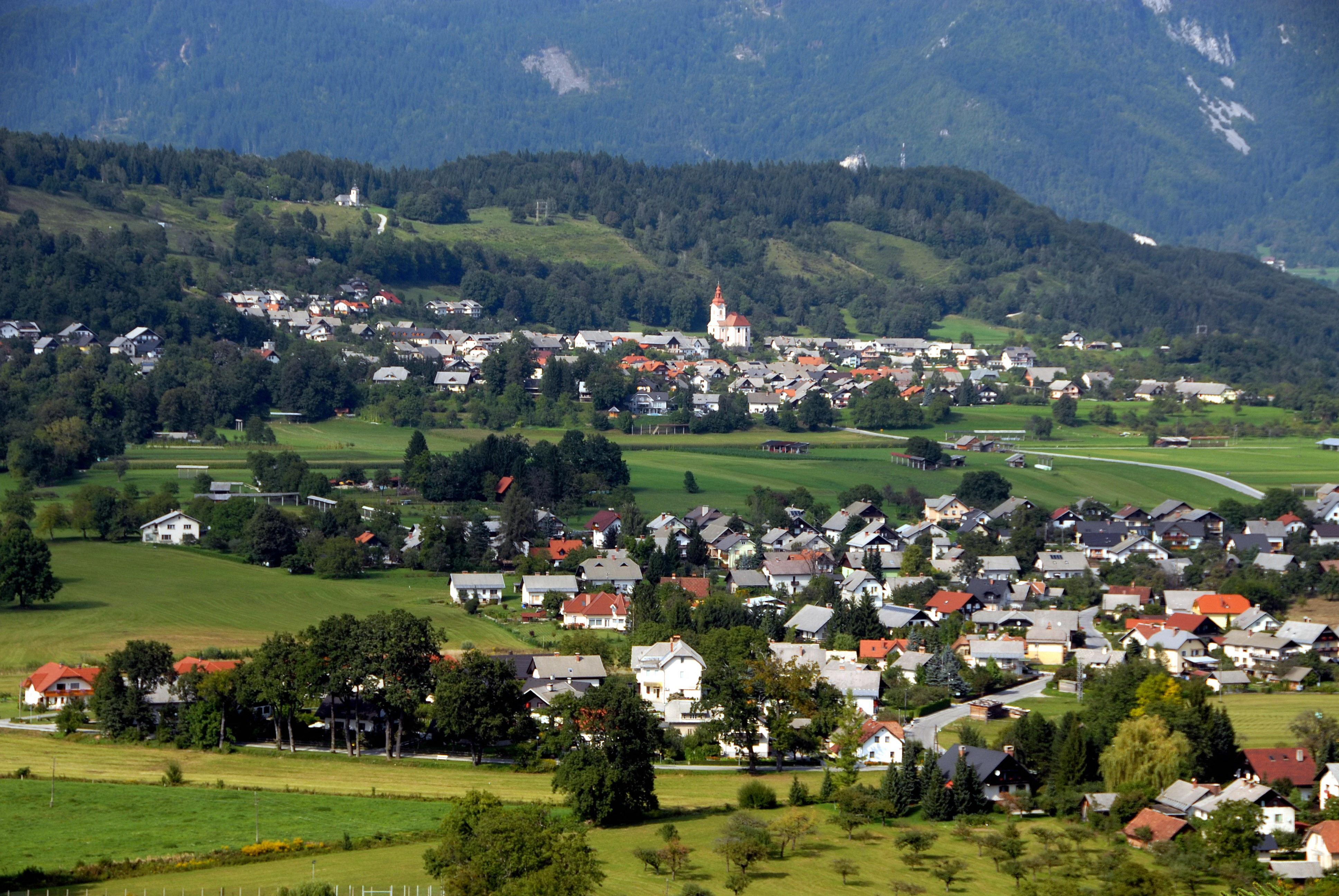
Ortschaften Gmajna und Zasip nördlich der Burg

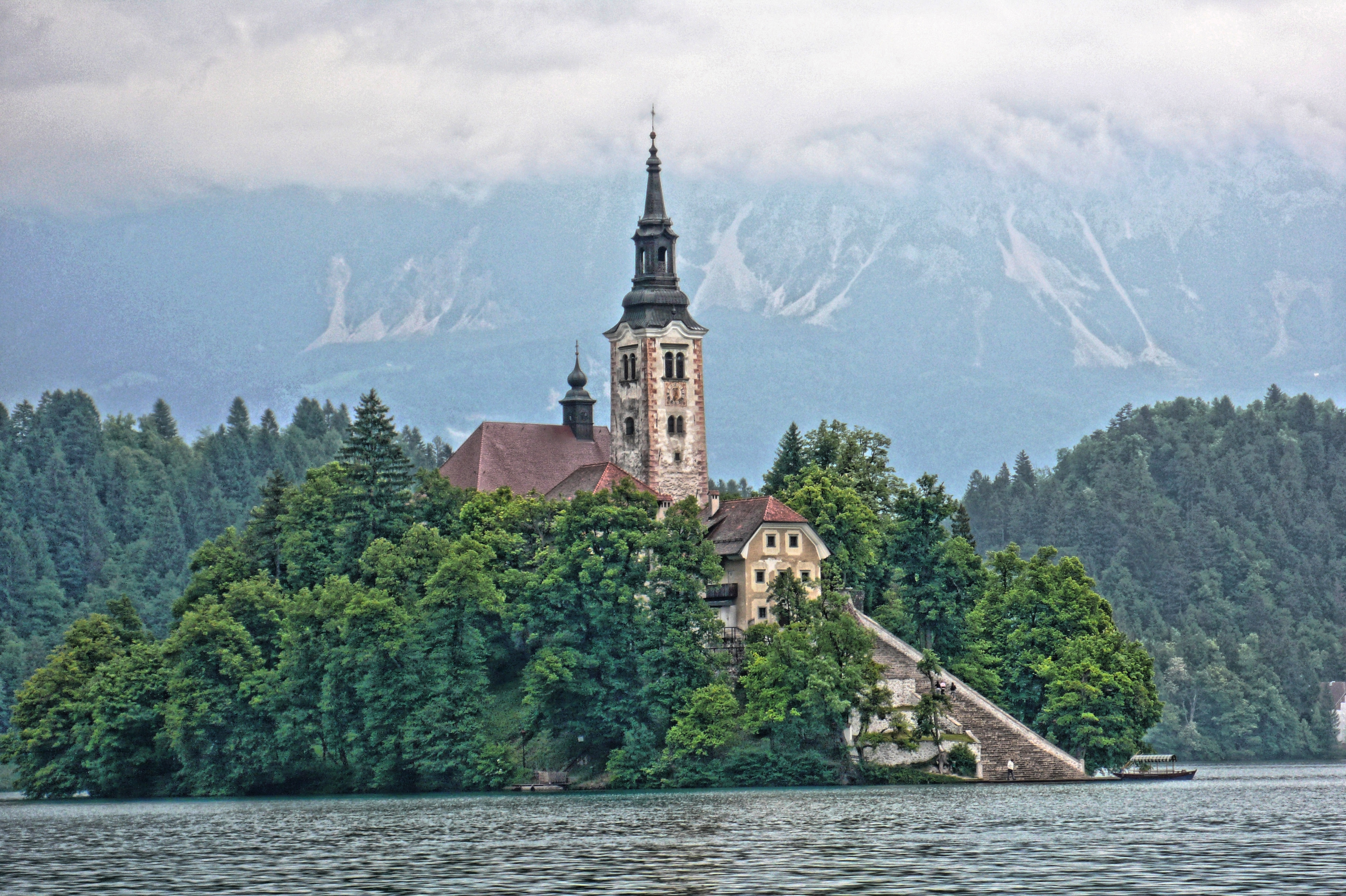
Marienkirche auf einer kleinen Insel des Bleder Sees

### Erster Nachweis

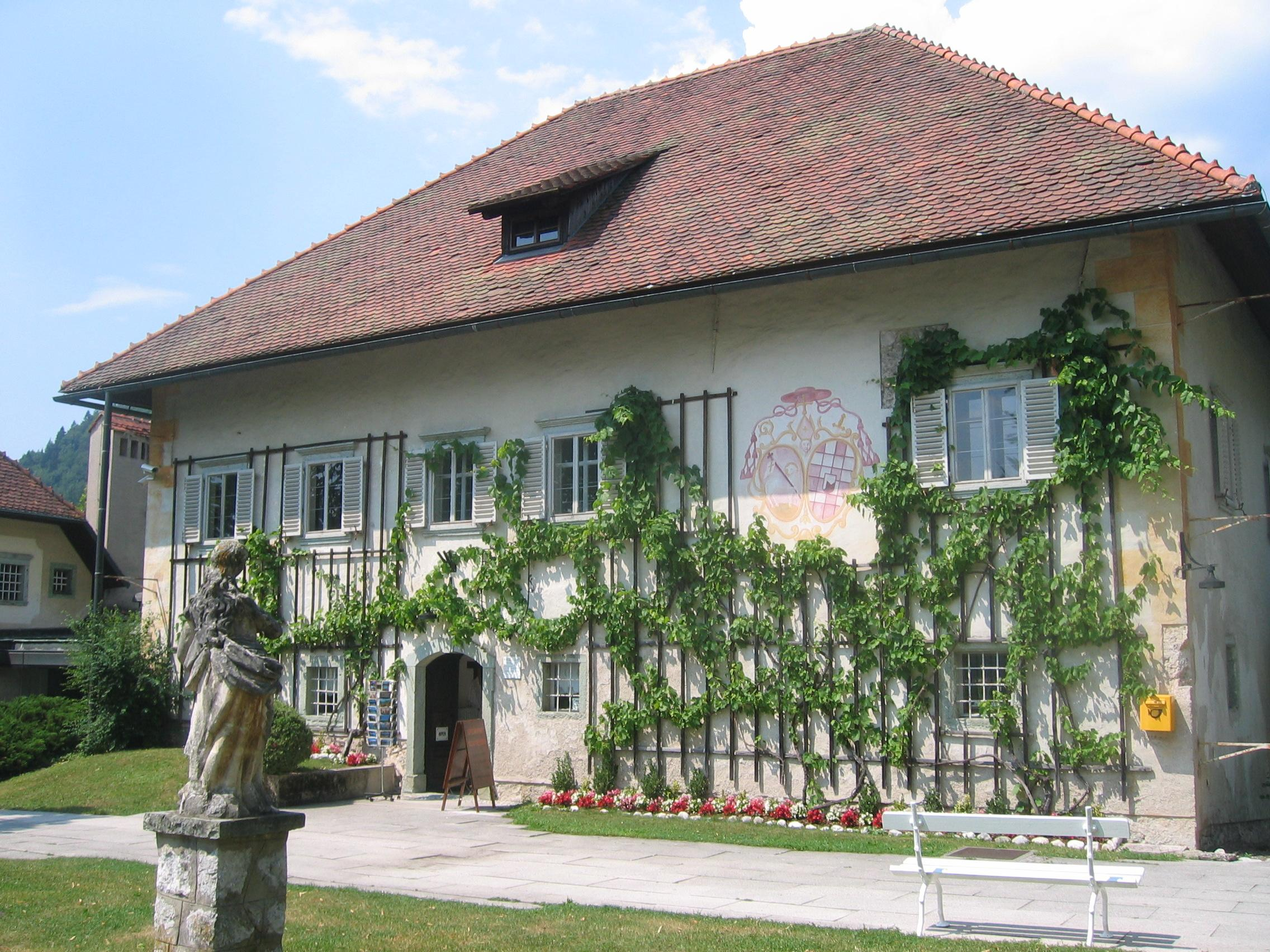
Haus auf der Bleder Insel mit Wappen der Bischöfe von Brixen

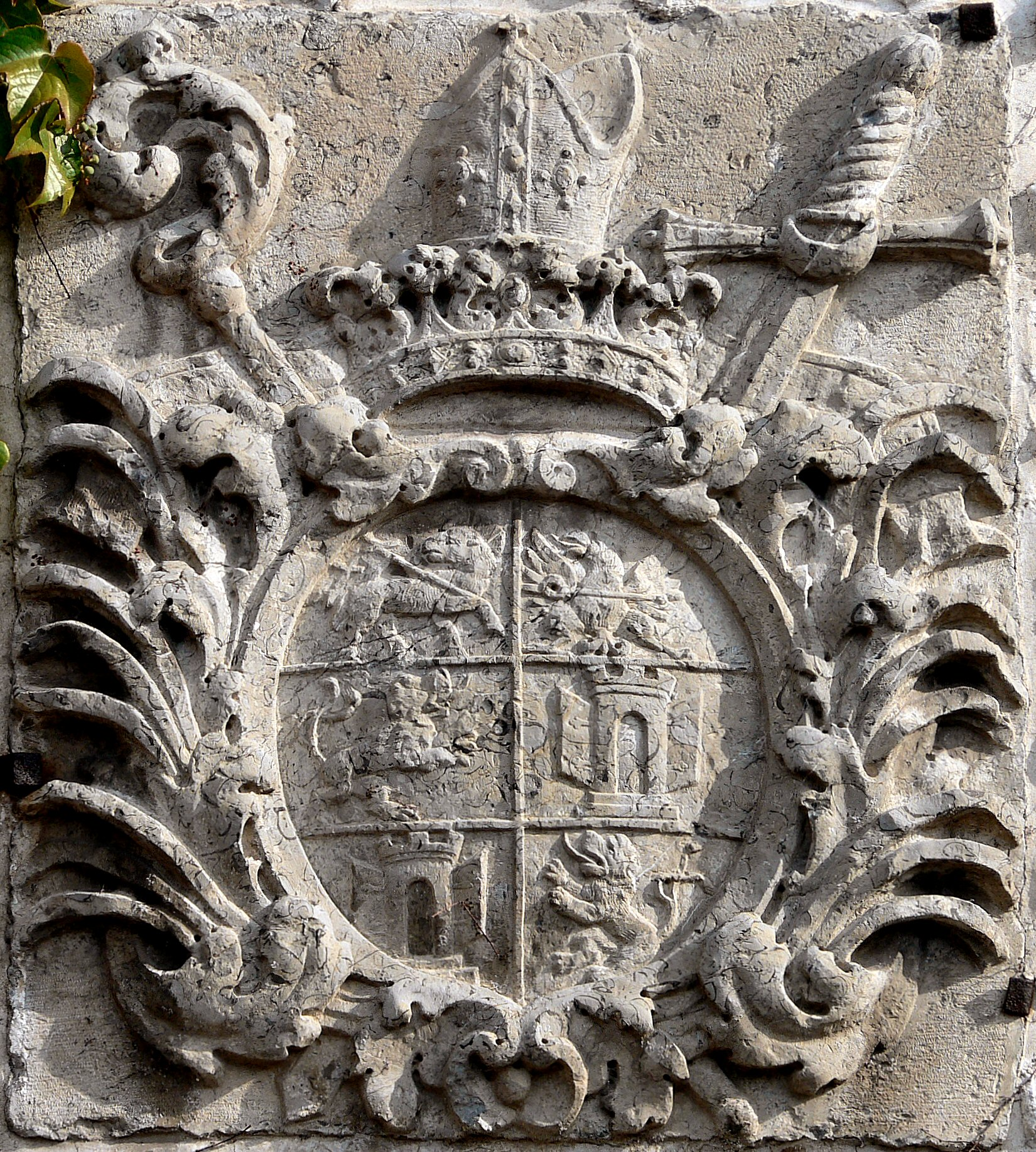
Bischöfliches Wappen im oberen Burghof

Die erste Erwähnung von Bled als Ueldes (in moderner Graphie: Veldes) in der Mark Krain findet sich in einer Königsurkunde vom 10. April 1004, als dortiger Besitz des römisch-deutschen Königs Heinrichs II. an den Bischof von Brixen Albuin I. übereignet wurde. 1011 schenkte Heinrich dem Nachfolger Albuins, Adalbero, auch den Felsen und die Burg darauf. Sie wurde zum Verwaltungssitz der Brixner Grundherrschaft in Oberkrain. 1278 ging die Landesherrschaft über das Herzogtum Krain an die Habsburger über, nachdem König Rudolf I. in der Schlacht auf dem Marchfeld über Ottokar II. Přemysl gesiegt hatte. Die Grundherrschaft blieb aber bis zur Aufhebung der Grundherrlichkeit 1848 in den Händen der Fürstbischöfe von Brixen, wie die zahlreichen Darstellungen der Wappen des Hochstiftes Brixen (Tiroler Adler mit Krummstab und ein silbernes Lamm auf rotem Grund) und der Bischöfe in der Burg zeigen. An die Brixner Herrschaft erinnert auch das Kirchenpatrozinium der Burgkapelle, die den Brixner Diözesanheiligen Ingenuin und Albuin geweiht ist. 1852 verkauften die Brixner Bischöfe ihre letzten Herrschaftsrechte in Veldes.
Ebenso wie die anderen Gebiete Sloweniens zählte die Region um Bled bis 1806 zum Heiligen Römischen Reich bzw. seit 1804 zum habsburgischen Kaisertum Österreich, und zwar zum Kronland Herzogtum Krain. Bei der Auflösung Österreich-Ungarns im Jahr 1918 entschied sich Slowenien für das neu gegründete Königreich der Serben, Kroaten und Slowenen. Bis heute ist die Verbindung zum südlichen Kärnten, wo seit Jahrhunderten eine slowenische Volksgruppe lebt, nicht abgerissen. Für Jahrhunderte verband der Loiblpass die Region Bled mit Klagenfurt und Unterkärnten. Seit 1906 gibt es den Karawankentunnel mit einer Eisenbahnlinie, seit 1991 zudem einen zweiten Autobahntunnel, die eine direkte Verbindung zu den Regionen Villach, Wörthersee, Ossiacher See und Spittal an der Drau herstellen.

### Vor- und Frühgeschichte
Erstmals dürfte das Gebiet um Bled vor etwa 20.000 Jahren besiedelt worden sein. In den Jahrtausenden der Steinzeit trugen zunächst der Reichtum an Wild, später der fruchtbare Boden und die geschützte Lage Bleds zur stärkeren Besiedlung bei. Ob die bronzezeitlichen Pfahlbau-Dörfer um Ljubljana (Laibach) bis Bled vordrangen, ist nicht bekannt. Ausgrabungen am Fuße des Schlossberges zu Bled brachten 80 Gräber der frühen Eisenzeit (zwischen 800 und 600 v. Chr.) zutage. Im 3. vorchristlichen Jahrhundert stießen keltische Stämme aus in das Gebiet vor. Im Jahre 113 v. Chr. durchzogen die germanischen Stämme der Kimbern und Teutonen Slowenien und das Gebiet um Bled und verhinderten damit für einige Zeit die Expansion des Römischen Reiches in Richtung Noricum.

### Römische Herrschaft
Erst der Nachfolger Julius Caesars, Octavian (Kaiser Augustus), gliederte Noricum mit Bled in das römische Herrschaftsgebiet ein. Nach Julius Caesar sind auch die nahe Bled gelegenen Gebirgszüge benannt: die Julischen Alpen. Bereits Kelten hatten Kupfer und Metall der Region um Bled (Jesenice) gefördert und verarbeitet. Die Römer forcierten nun den Bergbau und die technische Verarbeitung der Metalle und sorgten damit für weiteren Zuzug.

### Völkerwanderung und Mittelalter

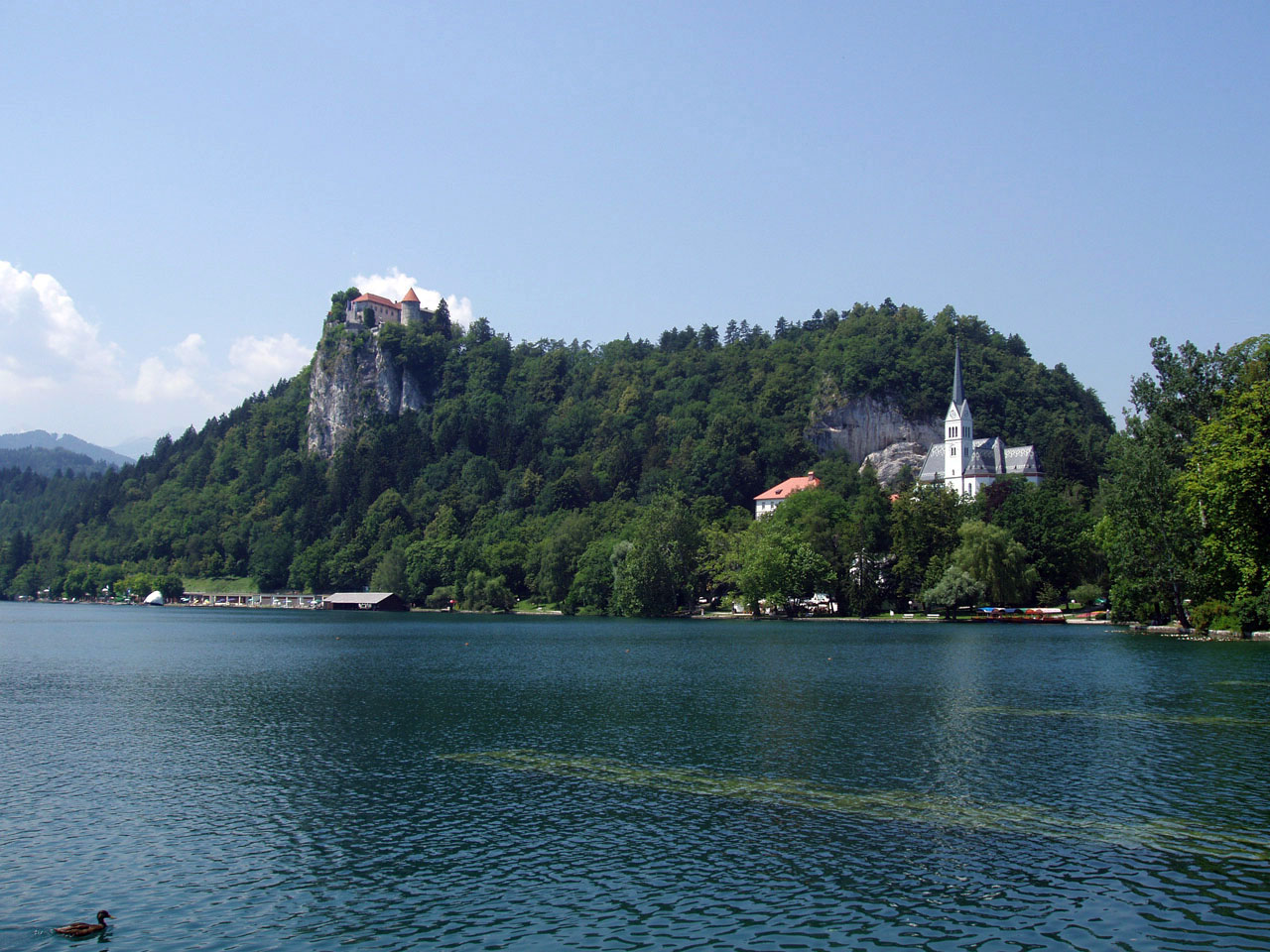
Burg und Kirche von Bled

Während der europäisch-asiatischen Völkerwanderungszeit von etwa 350 bis 600 n. Chr. zogen auch einige germanische (Langobarden, Ostgoten und Westgoten) sowie später slawische Stämme durch die Region um Bled. Allein der südslawische Volksstamm der Slowenen ließ sich dauerhaft am Fuße der Julischen Alpen und des Triglavs nieder (zwischen 560 und 600 n. Chr.). Die ersten slawischen Siedlungen um Bled datieren aus dieser Zeit, im Mittelalter entstanden daraus die Dörfer Mlino, Zagorice, Grad u. v. m. Ebenso wie das übrige heutige Slowenien zählte auch Bled ab dem Jahr 631 n. Chr. zum ersten gesamtslawischen Staatenbund, der von dem fränkischen Kaufmann Samo begründet wurde. Bled gehörte dem Teilgebiet Karantanien an, das im Jahr 788 von den Franken erobert wurde. Nach Ende der fränkischen Herrschaft wurde der bairische Einfluss durch das Erzbistum Salzburg größer, und ab 1004 gehörte Veldes als Schenkung von Kaiser Heinrich II. dem Bischof Albuin von Brixen. Ab dem späten 13. Jahrhundert zählte Veldes wie die ganze Krain, Kärnten und die Steiermark zum Herrschaftsgebiet der Habsburger.

### Habsburger
Die Bauernunruhen und -aufstände gegen feudalistische und klerikale Ausbeutung im 15. und 16. Jahrhundert griffen auch auf das damalige Veldes über. Im Jahre 1558 übernahm als Schirmherr der Protestanten Herbard VIII. von Auersperg Schloss Veldes. Allerdings eroberten Klerus und Adel im Zuge der Gegenreformation alle ehedem protestantischen Gemeinden um den Ort bis zum Ende des Jahrhunderts zurück.
Einen wirtschaftlichen Aufschwung erlebte Veldes während der Regierungszeit von Maria Theresia (1740–1780), schon vorher war „Feldes“ als „Gesund-Bad“ bekannt, dessen Quellen und See heilende Wirkung zugeschrieben und auch von „entlegeneren Orten“ als Kurort angesehen und gezielt bereist worden ist. In napoleonischer Zeit wurde Veldes den illyrischen Provinzen zugeteilt, danach fiel es erneut dem habsburgischen Herrschaftsgebiet zu bzw. wurde es wieder dem Bistum Brixen zur Verfügung gestellt, dessen bedeutendster Fernbesitz es über Jahrhunderte gewesen war, worüber seine Urbare, seine Einkünfteverzeichnisse, Auskunft geben.
Das Bistum Brixen verkaufte Mitte des 19. Jahrhunderts seinen Besitz an den Eigentümer der Eisenwerke Aßling (Jesenice). Schloss und See wechselten in den Folgejahren bis 1919 mehrmals den Besitzer. 1858 errichtete der mit Naturheilverfahren arbeitende Schweizer Arzt Arnold Rikli am Veldeser See die Naturheilanstalt „Mallnerbrunn“ und legte damit den Grundstein zum Ruf des Ortes als Luftkurort, so dass man 1901 in der New York Times unter dem Titel „Natur-Kur in Veldes“ lesen konnte:

„In der Südwestecke des österreichischen Kaiserreiches in der Provinz Krain gibt es die eigenartigste all der zahllosen „Kuren“, für die Österreich nicht weniger bekannt ist als Deutschland und die Schweiz […] Viele Österreicher, Deutsche, Franzosen, Italiener und Ungarn gibt es, die eine jährliche Pilgerfahrt in das kleine Tal in den Julischen Alpen machen. Sogar Russland und England sind manchmal unter den Patienten des alten Arnold Rikli vertreten […] Veldes ist ein schöner Ort, ein interessanter, der größere Bekanntheit auf dieser Seite des Atlantiks verdient.“

Meyers Konversationslexikon meldet:

„Veldes (slowen. Bled oder Grad), Dorf in Krain, Bezirkshauptmannschaft Radmannsdorf, 501 m ü. M., am reizenden Veldeser See (150 Hektar groß, 28 m tief), an der Staatsbahnlinie Aßling–Triest gelegen, beliebter Badeort und Sommerfrische, hat ein altes, auf steilem Felsen liegendes Schloß, eine Wallfahrtskirche (Maria im See) auf einer malerischen Felseninsel, Mineralquelle (22,5°), Seebadeanstalten, eine Riklische Natur- (Sonnen-) Heilanstalt, ein Kurhaus mit Park, Hotels und Villen und (1900) 578 (als Gemeinde 1646) slowen. Einwohner. Südwestlich das malerische Tal der Wocheiner Save. Vgl. v. Schweiger-Lerchenfeld, Veldes (Wien 1889).“

1870 wurde mit der Teilstrecke Tarvisio – Ljubljana der Rudolfsbahn auch der Bahnhof Lees / Lesce, heute Lesce-Bled, in Betrieb genommen, 1906 erhielt Bled mit Eröffnung der Wocheinerbahn auf der gegenüberliegenden Seeseite den Haltepunkt Bleder See.
Der österreichische Arktisforscher Julius von Payer verbrachte seine Sommerurlaube regelmäßig in Veldes und wurde begeisterter Anhänger der Kurmethoden der Riklischen Anstalt mit ihren ausgedehnten Sommerbädern. Im August 1915 erlag Payer in Bad Veldes einem Herzanfall. Bis zum Ende des kaiserlichen Österreich gehörte die Stadt zum Kronland Krain, wobei Bled eine selbstständige Gemeinde im politischen Bezirk Radmannsdorf bildete und auch zum Gerichtsbezirk Radmannsdorf zählte.

### Jugoslawien

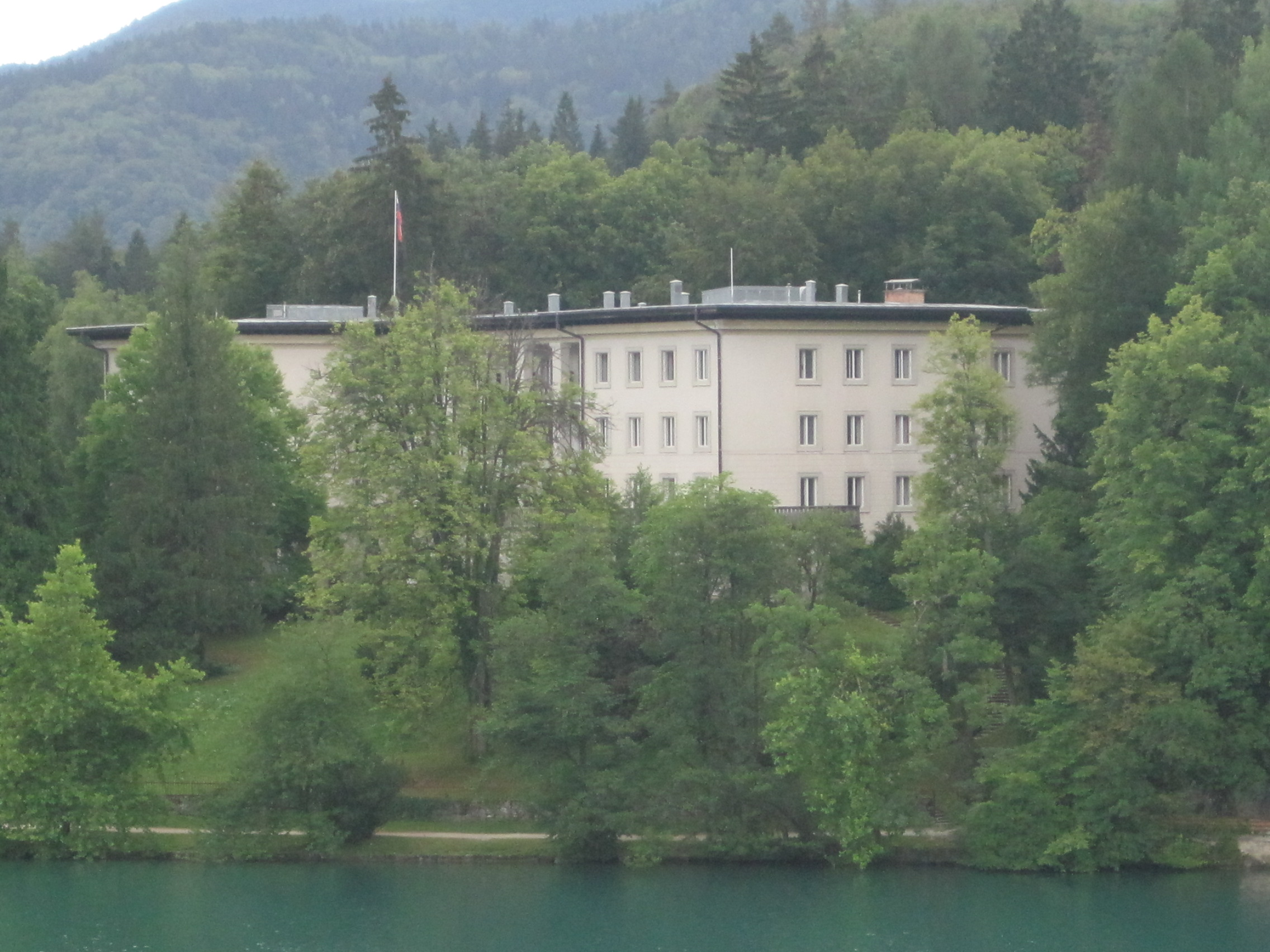
Titos damalige Residenz am Blejsko jezero

Beim Zerfall der k.u.k. Monarchie beschloss der Nationalrat der Slowenen am 31. Oktober 1918 den Beitritt zum am 29. Oktober in Agram ausgerufenen SHS-Staat. Der monarchisch regierte Staat bestand nun aus Serbien, Kroatien und Slowenien und nannte sich von 1929 an Königreich Jugoslawien. Das Soča/Isonzo-Tal, der slowenisch besiedelte Teil des Collios, das Karstgebiet und Istrien fielen allerdings an den Kriegssieger Italien. Der deutsche Ortsname Veldes wurde amtlich nicht mehr verwendet.
Das jugoslawische Königshaus Karađorđević wählte Bled als Sommerresidenz,:S. 1196 und jugoslawische Ministerpräsidenten ebenso wie Belgrader Hofkreise waren dort auf Kur, so dass das malerische Bled ein Ort internationaler Zusammenkünfte von Staatsmännern und Diplomaten wurde.
Im Jahr 1930 empfing König Alexander den italienischen Botschafter Galli in Bled und machte ihm Vorschläge für eine radikale Änderung in den jugoslawisch-italienischen Beziehungen und eine künftige neue Bündnispolitik,:S. 269 Hermann Göring führte dort Unterredungen mit dem jugoslawischen Außenminister Milan Stojadinović,:S. 303 und Ende August 1935 fand dort eine Konferenz der Kleinen Entente –  Tschechoslowakei, Jugoslawien, Rumänien – statt, in der „angesichts der Vorkriegslage in Mittel- und Südosteuropa“ jede mögliche Restauration der Habsburger-Dynastie „in irgendeinem mitteleuropäischen Staat“ (gemeint waren Ungarn und Österreich) entschieden abgelehnt wurde,:S. 1196 denn etliche aus der Donaumonarchie hervorgegangene Staaten betrachteten wie auch der jugoslawische Generalstab eine solche Restauration für gefährlicher als einen möglichen Anschluss Österreichs ans Deutsche Reich.:S. 438
Jugoslawien wurde 1941 von deutschen und italienischen Truppen angegriffen und besetzt. Im Parkhotel von Bled (damals wieder Veldes) wurde das aus Kripo, Gestapo und SS zusammengesetzte etwa 200 Mann starke „KdS Veldes“ für ganz Oberkrain errichtet. Unter der Devise „Urdeutsches Land kehrt heim“ wurde im Parkhotel auch eine Stabsstelle des SS-„Reichskommissars für die Festigung deutschen Volkstums“ in den besetzten Gebieten Kärntens und Krains eingerichtet, und der berüchtigte „Umsiedlungsstab“ übte seine Tätigkeit von hier aus. In der Folgezeit leisteten einheimische Partisanen unterschiedlicher politischer Gruppen vor allem in der Region um Bled immer stärkeren Widerstand gegen die Besatzer, dem diese mit äußerster Härte begegneten.
Nach dem Zweiten Weltkrieg war Slowenien Bestandteil des jugoslawischen Vielvölkerstaates unter Josip Broz Tito, der bei Bled eine Villa in Besitz nahm und als Staatschef gelegentlich dort residierte, womit er die Tradition des jugoslawischen Königshauses fortsetzte.
Wirtschaftlich entwickelte sich die Region um Bled dank des Fremdenverkehrs und nahegelegener Industrie sowie dank guter Verkehrsverbindungen und der Nähe zu Italien, Österreich und Deutschland weit schneller und moderner als andere Teile Jugoslawiens.

### Republik Slowenien
Seit dem 25. Juni 1991 ist Bled Teil des souveränen Staates Slowenien. Nach der Unabhängigkeit erlebte die Region um Bled einen wirtschaftlichen Aufschwung. 1996 wurde Bled Hauptort der Gemeinde Bled und ist auch Sitz der 1986 gegründeten IEDC-Bled School of Management, einer Wirtschaftshochschule mit mehrfacher internationaler Akkreditierung. Mitte Dezember 2006 wurde der Ortsteil Gorje aus der Gemeinde Bled ausgegliedert und bildet seitdem eine eigene Gemeinde.

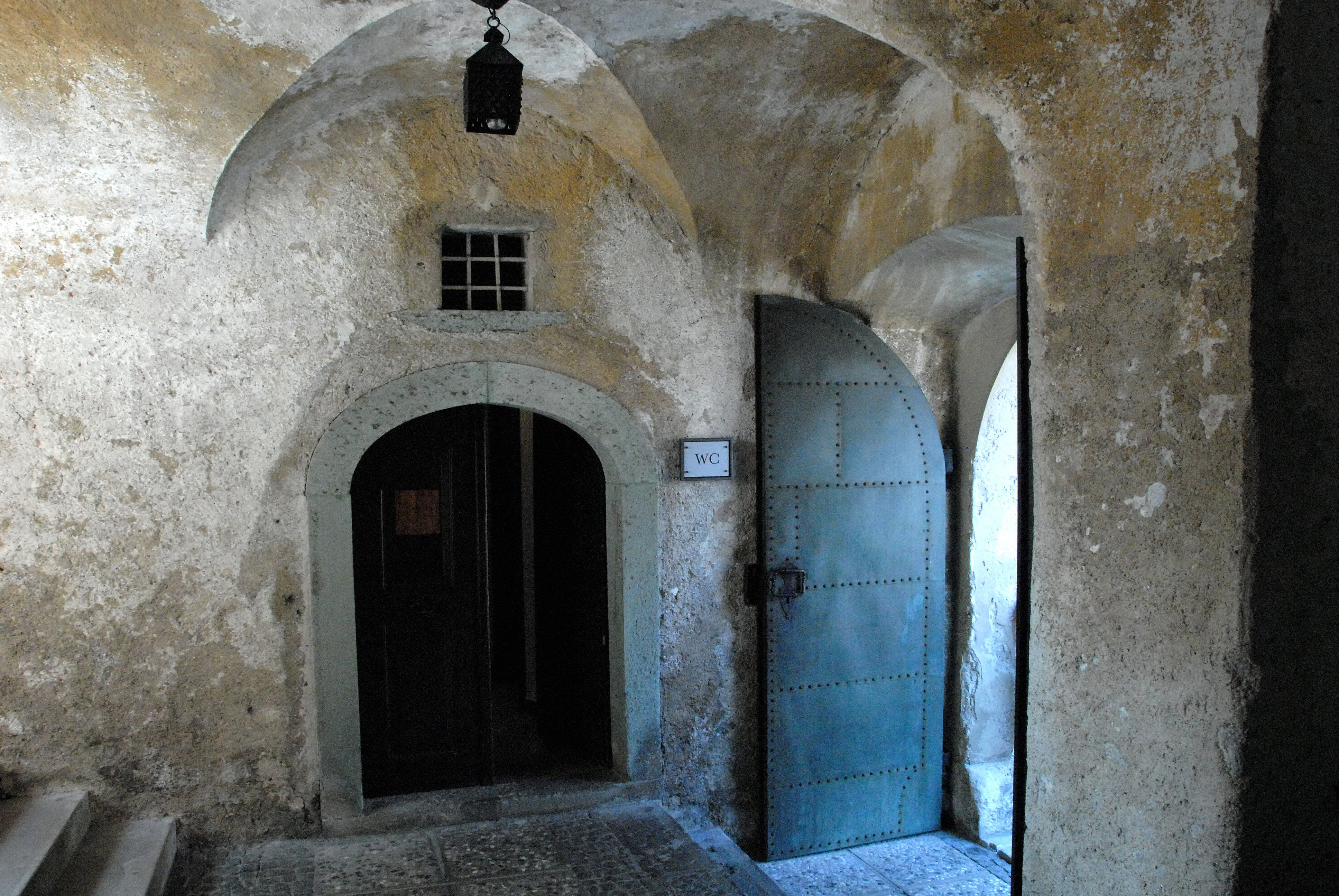
Eingangshalle zur Treppe zum oberen Burghof

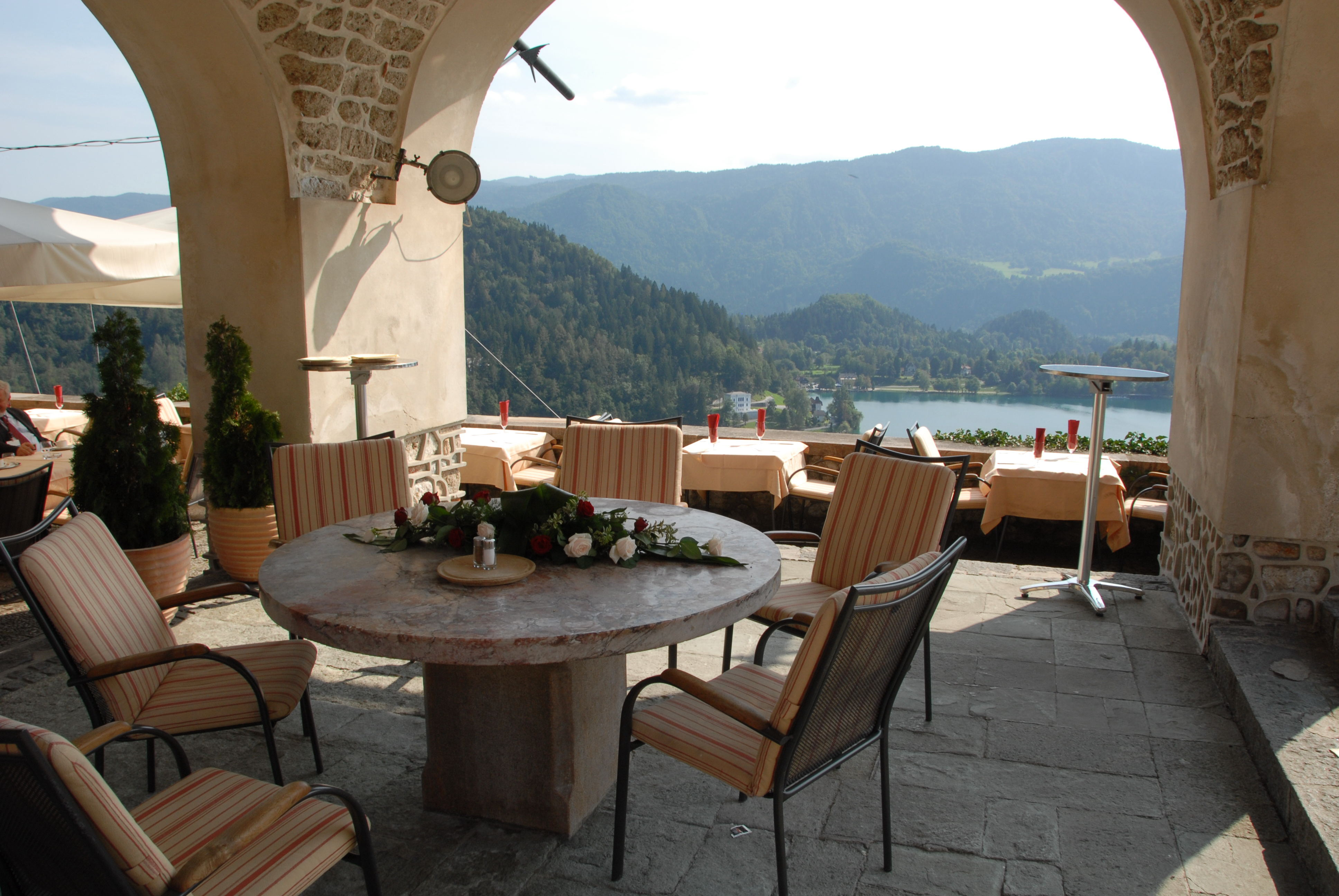
Runder Tisch mit fossilem Ammoniten im oberen Burghof

## Sehenswürdigkeiten

### Übersicht
Über die Grenzen hinweg bekannt ist die Marienkirche mit der berühmten Wunschglocke auf einer kleinen Insel des Bleder Sees. Touristen können mit einem traditionellen offenen Holzboot, der Pletna, zur Insel übersetzen.
Weitere Sehenswürdigkeiten stellen das Schloss Grimschitz, die Burg von Bled sowie die Vintgarklamm, vier Kilometer nordwestlich dar.

### Burg von Bled mit Kapelle der Heiligen Alboin und Ingenuin
Die Burg steht auf dem Scheitel eines freistehenden Felsblocks direkt am nördlichen Seeufer 139 m über dem Bleder See. Sie zählt zu den ältesten Baudenkmälern Sloweniens. Als die Brixener Bischöfe im Jahre 1004 den Grundbesitz Veldes übernahmen, stand an der Stelle der heutigen Burg vermutlich ein Bergfried mit einer Wehrmauer. Palas und Türme wurden im Hochmittelalter angebaut und das Verteidigungssystem komplettiert. Nach den Erdbeben von 1511 und 1690 wurde die Burg umgebaut und zwischen 1951 und 1961 nach Plänen von A. Bitenc erneuert. Erhalten ist die romanische Wehrmauer mit Türmen. Der befestigte Eingang mit der Zugbrücke wurde rekonstruiert. Die Burggebäude sind um einen unteren und einen oberen Hof angeordnet. Die Wirtschaftsgebäude waren unten, die Wohnräume oben, wo sich heute Museum und Restaurant befinden. Auf der oberen Terrasse kann ein Steintisch mit einem schönen Ammonitenfossil besichtigt werden.
Sehenswert ist die Burgkapelle.

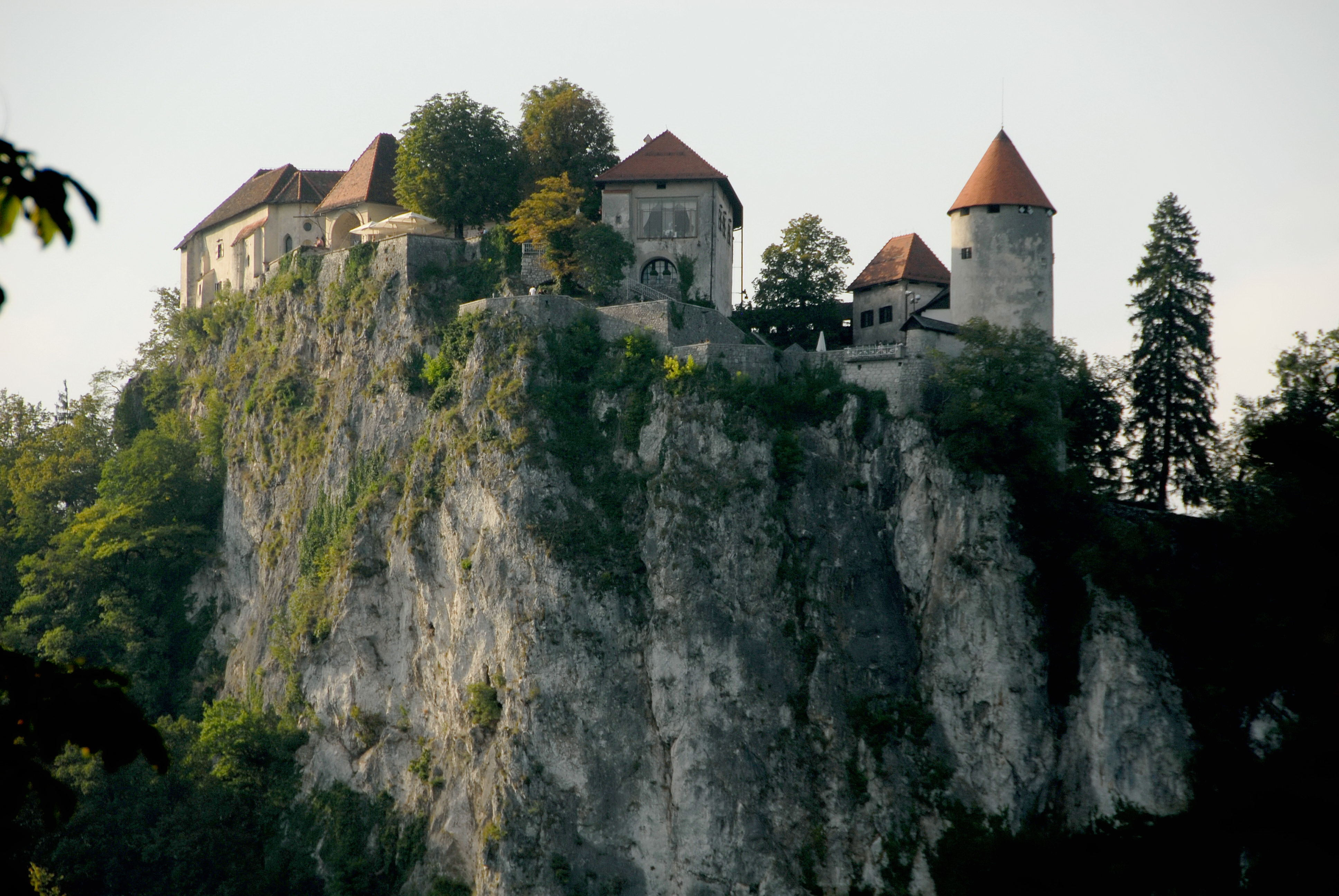
Burg von Bled
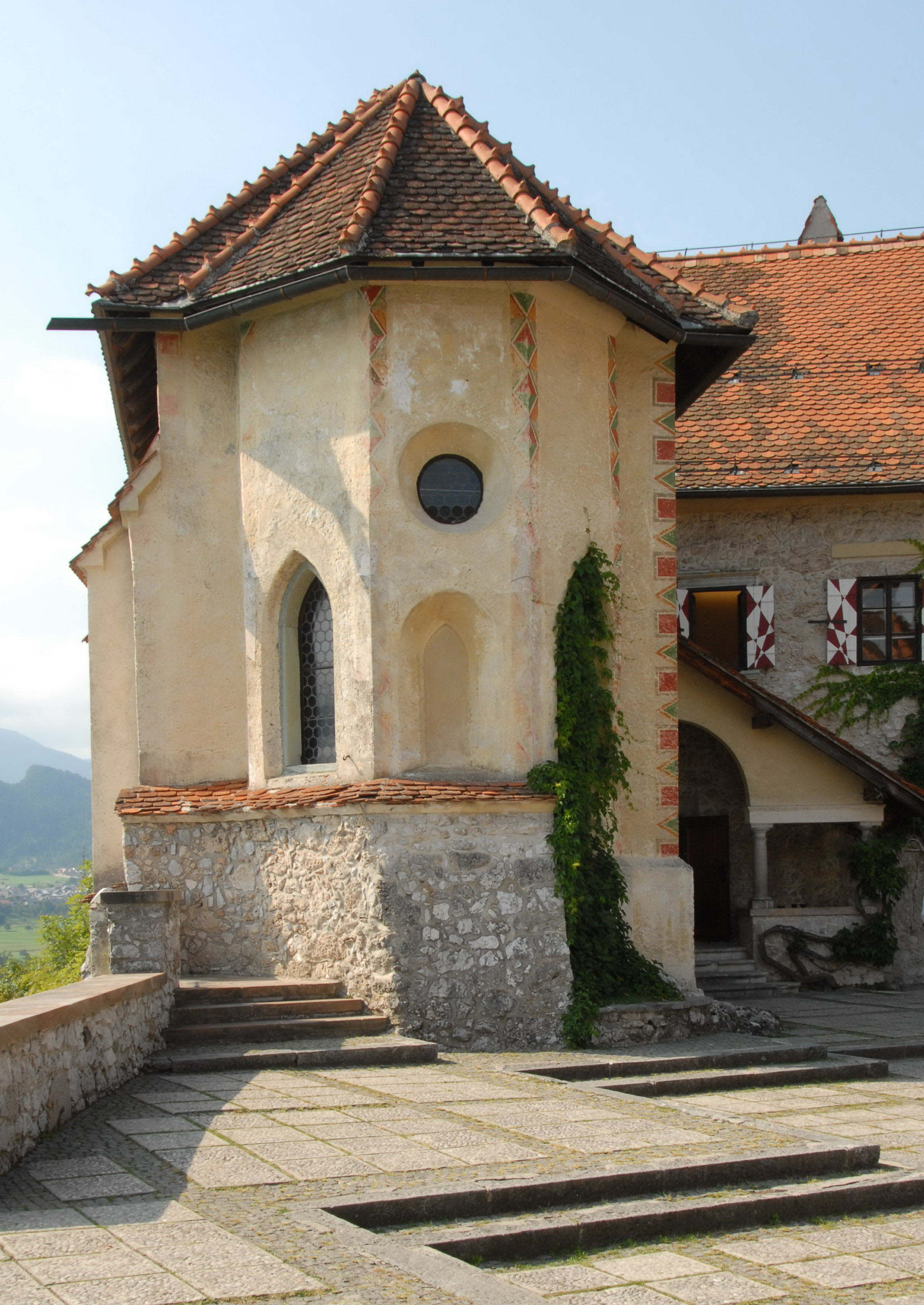
Burgkapelle von außen…
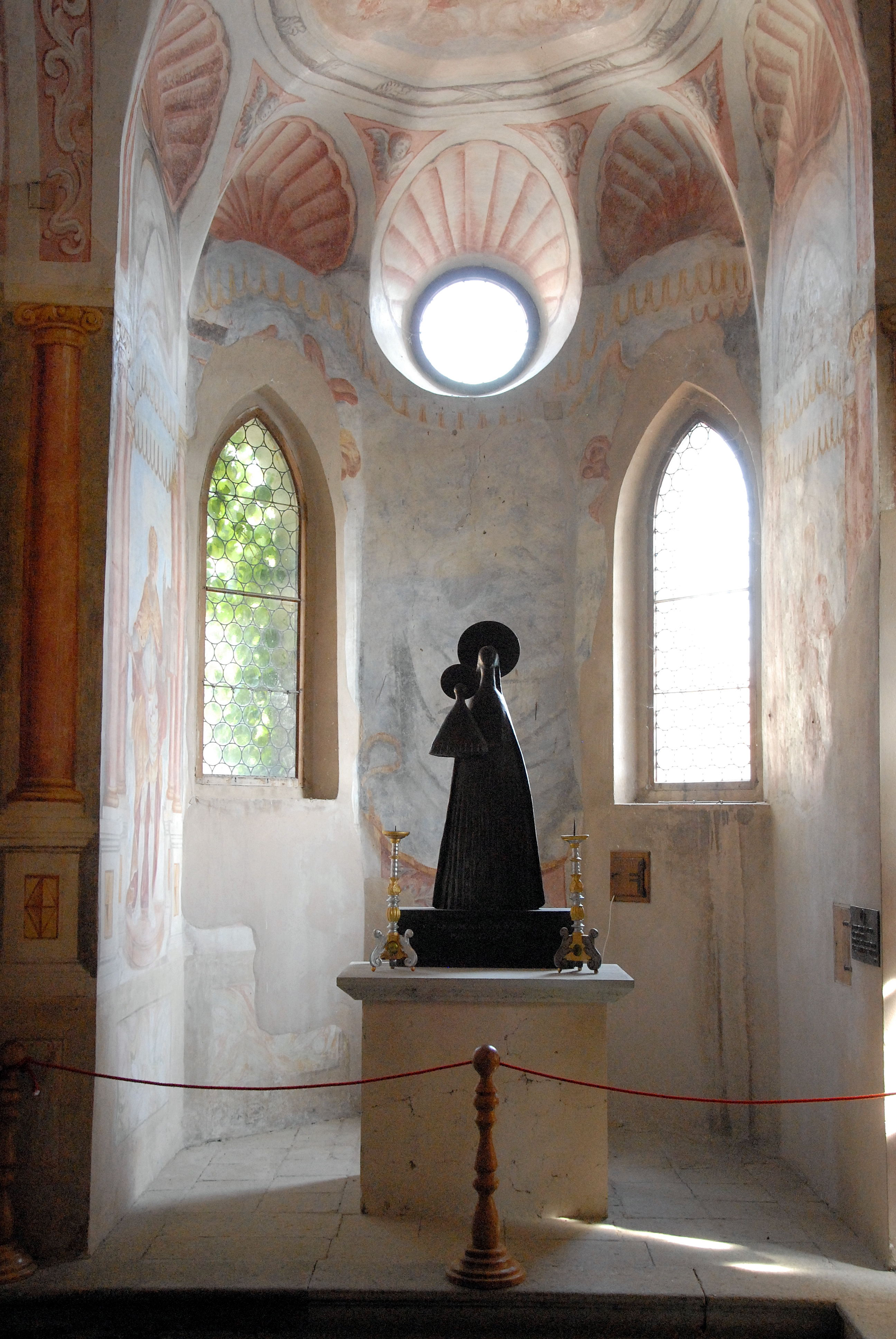
…und innen
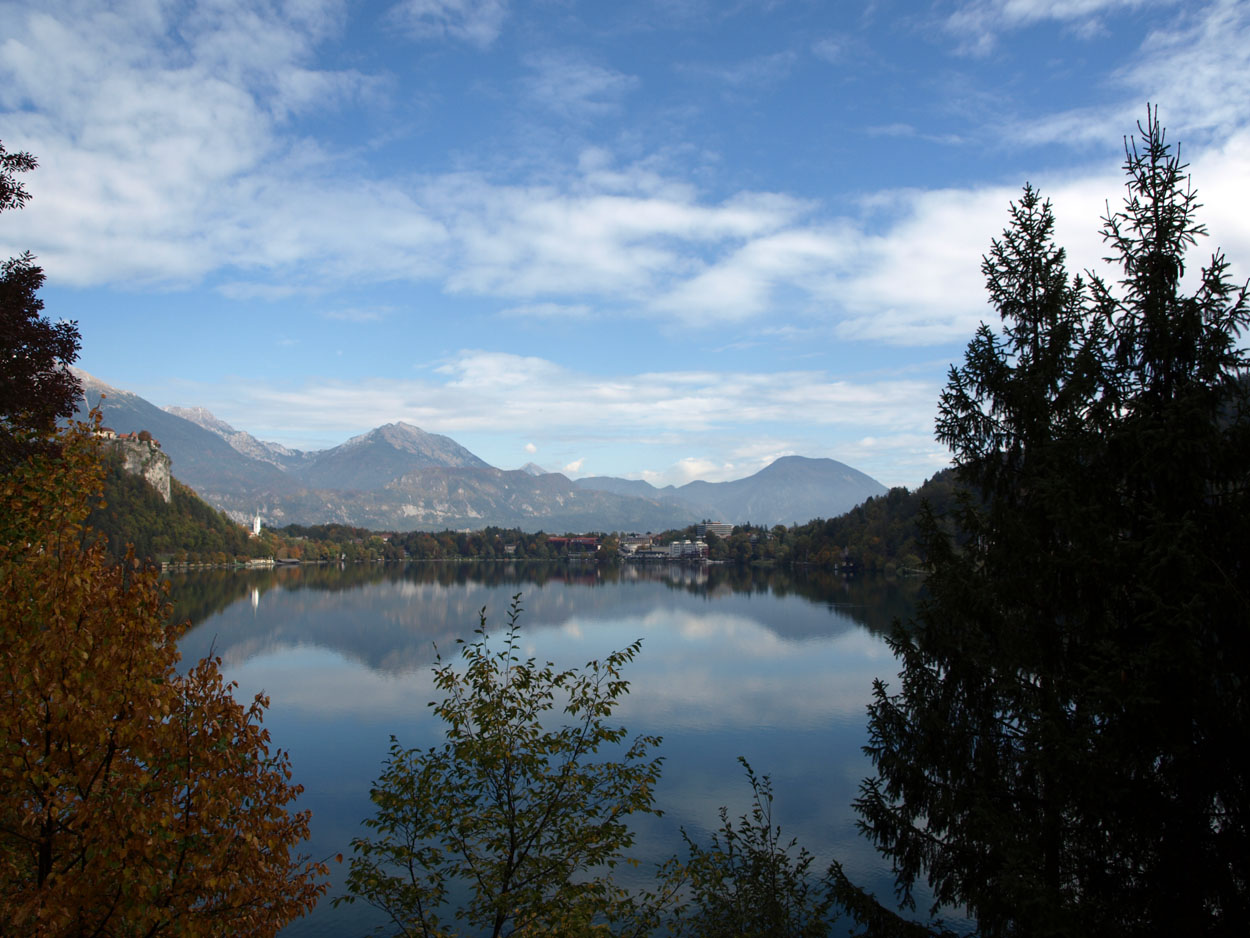
Blick von der Insel auf Bled und zur Burg